# Tyndareus
Trong thần thoại Hy Lạp, Tyndareus là một vị vua thành Sparta. Ông là con trai của Oebalus (hoặc Perieres) và Gorgophone (hoặc Bateia), chồng của Leda, cha của Castor, Clytemnestra, Timandra và cha dượng của Helen thành Troia, Pollux.

## Thần thoại
Hồi còn trẻ, lẽ ra Tydareus được thừa kế ngôi vị cai quản Sparta. Nhưng Hippocoon đã dùng vũ lực chiếm lấy ngai vàng. Buồn bực, Tydareus đi đến Etoli, cầu xin vua Etoli mang quân để mình trả thù. Vua Etoli gả con gái là nàng Leda xinh đẹp cho Tydareus. Sau này, Tydareus trở về Sparta, giết Hippocoon, làm vua Sparta và Leda làm hoàng hậu. Một đêm nọ, khi Tydareus đang nằm ngủ với Leda, thần Zeus đã hóa thành con ngỗng, đến ái ân với Leda. Sau đó, Leda sinh ra một quả trứng, và nở ra Pollux và Helen.